# Grand Raid des Pyrénées
Pour les articles homonymes, voir Grand Raid (homonymie) et GRP.
Le Grand Raid des Pyrénées (GRP) est une course d'ultrafond organisée chaque année dans le département des Hautes-Pyrénées et la région Occitanie.

## Organisation
Le Grand Raid des Pyrénées est organisé par l'association « MAJUSCHULE » dont le président était François Boyer en 2021-2022. Pour l'édition 2023, Denis Verkin a repris les rênes de l'organisation. Simon Accarier et Michel Fropier sont cofondateurs de l'association et responsables de la course.

## Evolution de la participation
Lors de son inauguration en 2008, le Grand Raid des Pyrénées a enregistré environ 420 partants sur les deux parcours proposés. En 2010, on comptait près de 1200 participants.
En 2015, 2756 coureurs étaient inscrits sur les trois parcours au programme cependant 2296 (83,3 %) se présentaient au départ. Sur l'édition 2019, 4990 coureurs étaient enregistrés au départ (1232 sur le Tour de la Géla, 1180 sur le Tour des Lacs, 1160 sur le Tour du Néouvielle, 677 sur le Tour des Cirques, 427 sur l'Ultra Tour 220, 314 sur le Pyrénées Tour Trail).
En 2021, la course comptait également environ 700 bénévoles.

## Histoire
Le Grand Raid des Pyrénées a été créé en 2008. 

### Formats de course
À l'origine en 2008, seuls deux parcours de 75 km et 150 km existaient, passant en 2010 à 80 km et 160 km en y incluant l'ascension du pic du Midi de Bigorre.
En 2011 apparaît le Raid 220 par équipes, une formule de course par équipes de trois à quatre coureurs qui devaient parcourir 220 km et 15 400 m de dénivelé, sans balises mais avec deux GPS et un road book,. L'année suivante, la course est élargie un peu plus et devient le Raid 240 avec 240 km et 16 000 m de dénivelé. Lors du premier raid par équipes en 2011, seules six équipes avaient pris le départ. Elles sont vingt l'année suivante. Cependant cette épreuve n'a perduré que jusqu'en 2013.
En 2014, le Tour des Cirques, de plus de 120 km et 7 500 m, fut créé.
En 2017, l'organisation innova en prévoyant d'alterner tous les deux ans soit un Ultra Tour de 220 km soit l'Ultra Tour de 160 km. Mais le format élargi à 220 km n'a pas été retenu pour 2023. De plus, en 2017, le Pyrénées Tour Trail, une course par étapes cumulant un peu plus de 100 km, vit le jour. Mais l'épreuve fut éphémère, disparaissant après l'édition 2019. En 2017 également, un parcours plus accessible fut introduit: le Tour du Néouvielle (43 km). De là a suivi le Tour de la Géla (43 km).
En 2021, un trail long fut inauguré, le Tour du Moudang (63 km). Pour 2023, l'organisation a annoncé la possibilité d'effectuer l'Ultra Tour 160 par relais de quatre coureurs.

### Oppositions diverses
Pour la première édition en 2008, sur le parcours ultra de 150 km à l'époque, seuls 43 des 241 partants ont terminé leur boucle à Vielle-Aure. Les problèmes de balisage furent nombreux, aggravés par certains débalisages malveillants.
Lors de l'édition 2018 de l'Ultra, à la suite d'une menace de recours juridique de la part l'association France Nature Environnement, les organisateurs en accord avec les autorités préfectorales ont accepté de modifier le parcours, pour éviter de traverser la Réserve du Néouvielle. L'ascension du col de Barèges fut remplacée par la Hourquette Nère, un col voisin d'altitude presque égale et situé en dehors de la réserve. En effet, l'association de défense de l'environnement avait attiré l'attention des organisateurs sur la fragilité de cet espace protégé, et des dégradations possibles dues au passage de milliers de coureurs,.
En 2020, le Grand Raid des Pyrénées n'a pas eu lieu, la faute à la pandémie de COVID-19 qui a eu raison de beaucoup de courses et d'autres événements. Il était impossible pour l'organisation de faire face aux contraintes sanitaires imposées.

### Le GRP face aux aléas climatiques et environnementaux
En 2009 sur l'Ultra Tour, beaucoup de coureurs furent victimes de défaillances dans l'ascension du pic du Cabaliros, principale difficulté de l'épreuve, à cause d'une météo ayant évolué vers le froid et une pluie fine mais continue. Le poste médical débordé au ravitaillement du Turon de Béne (1 559 m) par des coureurs en état d'hypothermie ou d'hypoglycémie demanda une interruption momentanée de la course, ce qui fut effectué pendant environ une heure à Villelongue et au Turon de Béne.
En 2010, en raison d'un brouillard extrêmement opaque à proximité du col de Portet, l'organisation décide pour éviter que des coureurs ne se perdent, après un moment, que les coureurs empruntent dans la descente finale le chemin entre le col de Portet et Soulan plutôt que le sentier GR10.
En 2015, seuls les coureurs les plus rapides du parcours de 80 km ont pu monter au pic du Midi de Bigorre, les autres déroutés au col de Sencours puis finalement une partie non négligeable des coureurs (305 sur le parcours de 80 km) fut arrêtée le samedi en fin d'après-midi à partir de Tournaboup à cause d'un orage,.
Lors de l'édition 2017, l'Ultra Tour, prévu sur une distance initiale de 220 km, fut réduit à 186 km à cause d'un vent tempêtueux dans le massif du Vignemale. C'est la section entre Cauterets et Luz-Saint-Sauveur qui fut considérablement raccourcie, l'ascension du col de Riou remplaçant le passage par le massif du Vignemale.
En 2022, sur l'Ultra Tour 160, la grande section entre Pierrefite-Nestalas et Luz Saint-Sauveur fut modifiée à la suite d'un éboulement. Le col de Riou (1 949 m) ne pouvait plus être emprunté par son versant nord comme en 2021. Alors après une première petite ascension avant Cauterets, l'organisation fit monter les coureurs au col de Riou par le côté ouest, redescendre un peu au restaurant Béderet (1 744 m) puis enchaîner le col du Lisey (2 086 m) et le sommet de Capéréte (2 395 m) avant de basculer vers Luz-Ardiden.
En 2023, le tour de la Géla a été arrêté à cause des orages. Sur le Tour des Lacs, l'aller-retour au pic du Midi de Bigorre a été annulé à cause de la pluie, du vent et du froid.  À cause de ces conditions, la course a été momentanément arrêtée au refuge de la Glère pour le Tour des Cirques, au refuge de Merlans pour tous les parcours ultras.

## Les courses

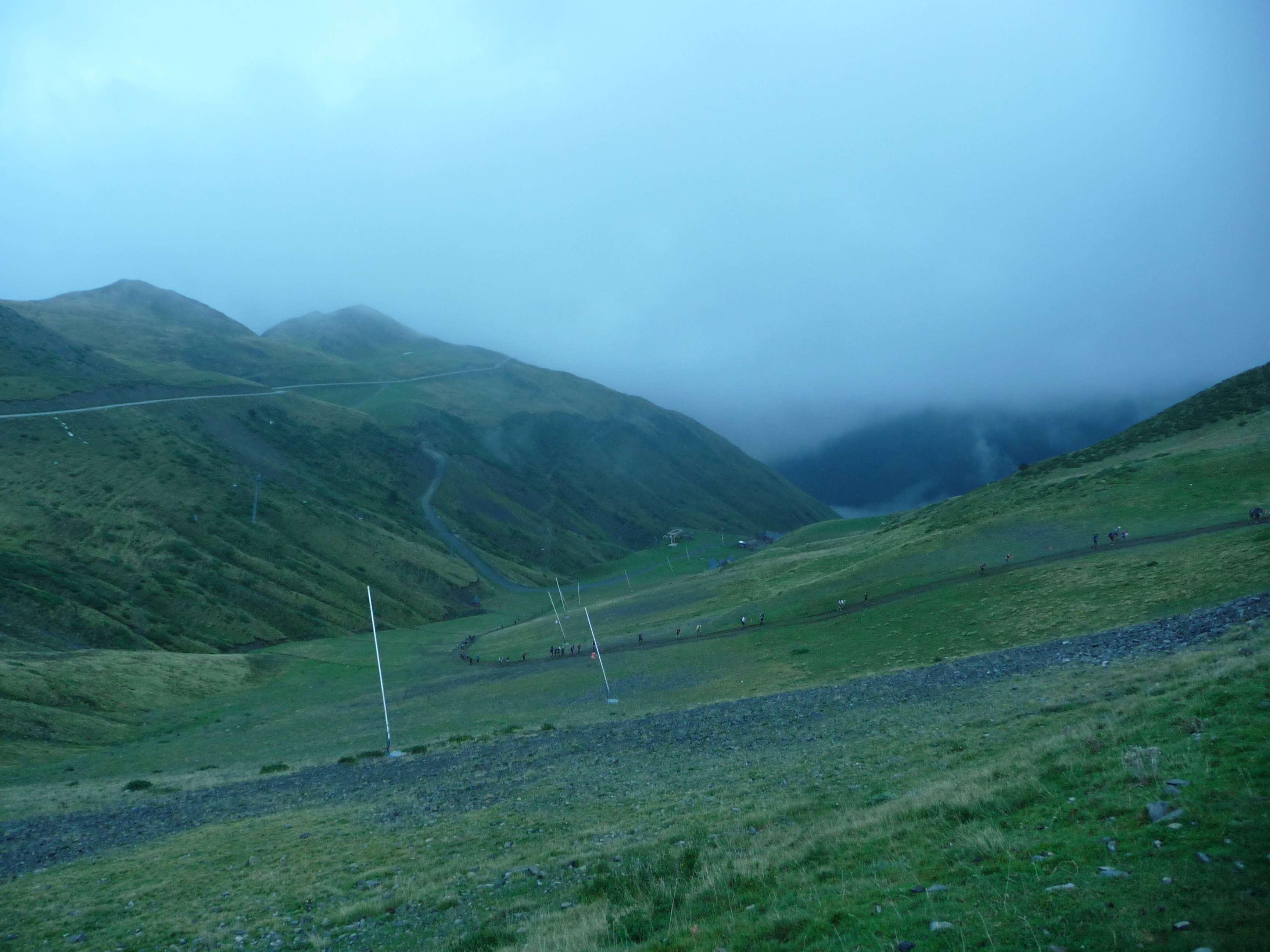
En arrière, la fin de la première ascension du col de Portet (2214 m) commune à l'Ultra Tour, au Tour des Lacs et au Tour du Néouvielle. Ici en 2022 sur l'Ultra Tour 160.

La course se déroule en une seule étape et se décline sous 7 versions. 

### L'Ultra Tour 220
Lors des deux premières éditions, l'Ultra Tour 220 suivait le même parcours que l'Ultra Tour 160 jusqu'à Cauterets. Cependant en 2017, le parcours initialement prévu après Cauterets fut raboté en raison d'un vent violent dans le massif du Vignemale et prit un chemin plus rapide vers Luz-Saint-Sauveur. En 2019, l'Ultra Tour 220 fit un passage par Payolle dans la première partie avant l'ascension du pic du Midi de Bigorre. Puis, après Cauterets, les coureurs montaient le col d'Ilhéou par Estaing avant de descendre vers les crêtes du Lys. De là, les coureurs prenaient la direction du massif de Vignemale en enchaînant le pont d'Espagne, le lac de Gaube, le refuge des Oulettes de Gaube (2 151 m) puis le refuge Bayssellance (2 651 m) pour rejoindre les coureurs du Tour des Cirques à Gavarnie. En 2021, le début du tracé était similaire à celui du Tour du Moudang mais une fois arrivé au restaurant Merlans, il reprenait les classiques de l'Ultra Tour 160.

### L'Ultra Tour 160

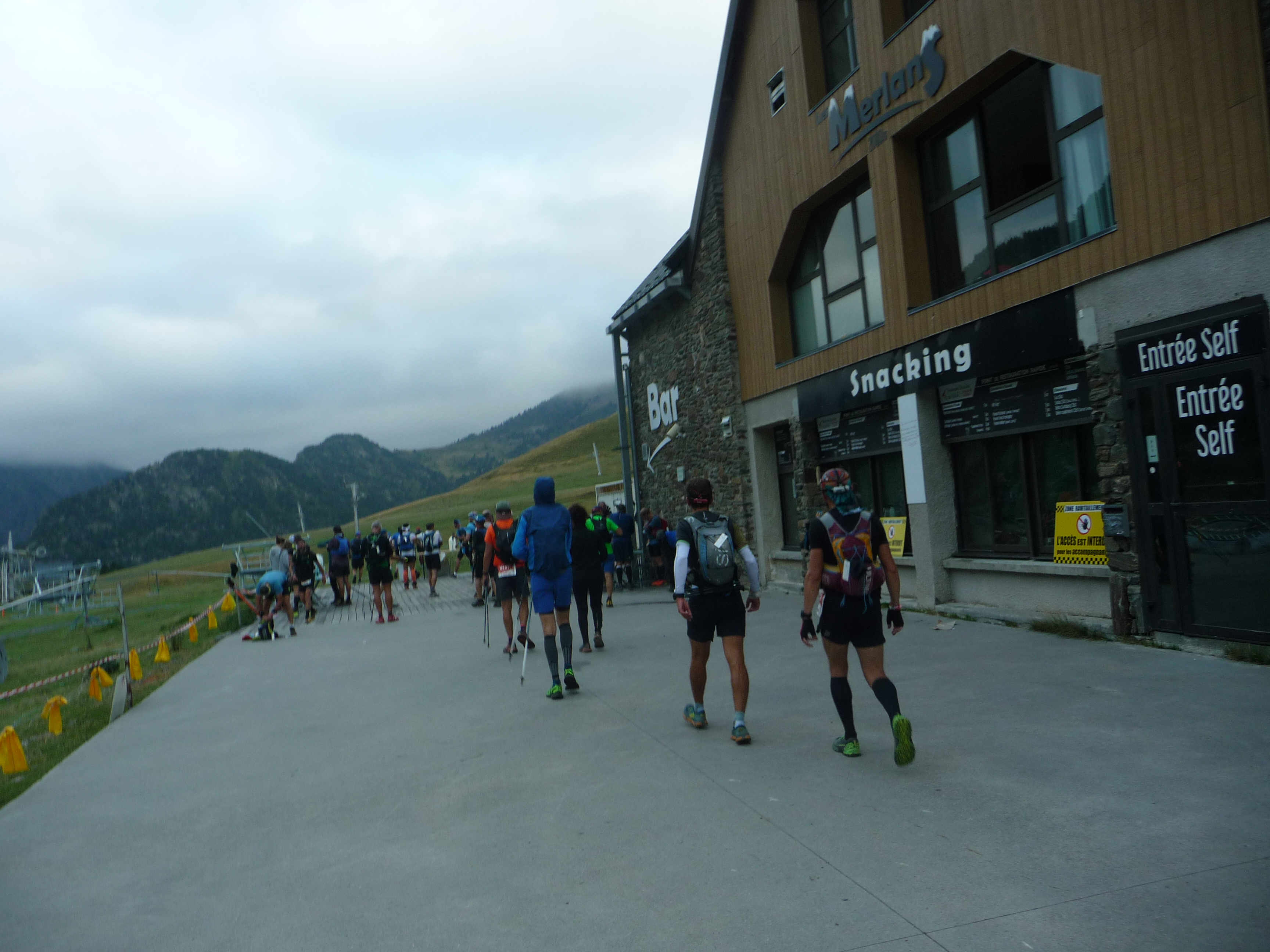
Le restaurant Merlans (2037 m), lieu incontournable de ravitaillement à beaucoup de parcours du GRP. Ici en 2022 sur l'Ultra Tour 160.

L’Ultra Tour 160 est une course de pleine nature empruntant en grande partie le sentier de grande randonnée des Pyrénées (GR 10), forme une boucle au départ de Vielle-Aure. À l'origine, c'était un parcours de 150 km qui partait de Vielle-Aure à 22h mais dès 2009 un départ à 5h du matin est adopté. En 2010, l'ascension du pic du Midi de Bigorre s'ajoute au col de Sencours et le parcours est un peu rallongé avec une distance s’approchant des 160 km, pour environ 10 000 mètres de dénivelé positif.
Ils rejoignent le village d'Artigues, par les cols de Portet (2 214 m) puis de Bastanet (2 509 m). Cet itinéraire particulièrement minéral comporte une série de lacs : les trois lacs de Bastan, le lac de la Hourquette, le lac de Gréziolles, le réservoir des Laquets. Certaines années le parcours bifurque directement vers La Mongie après le réservoir des Laquets en franchissant les alpages de Serpolet.
Ils remontent ensuite par le col de Sencours puis effectuent un aller-retour au pic du Midi de Bigorre, plus haut point du parcours à 2 876 mètres. Les coureurs s'engagent ensuite sur un tronçon qui les amène jusqu'à Hautacam par les ascensions du col de la Bonida, peu difficile en venant du col de Sencours, le pierrier du col d'Aoube (2 369 m) puis les alpages du col de Bareilles (2 238 m). Cette partie permet également de découvrir plusieurs lacs : le lac Vert, le lac Bleu, le lac d'Ourrec.
Ils descendent la vallée jusqu'à Villelongue puis Pierrefitte-Nestalas. Ils atteignent ensuite Cauterets soit par le pic du Cabaliros (2 332 m) avec souvent un ravitaillement intermédiaire au site de vol libre du Pouy Droumidé (1 691 m);  soit par le versant nord du col de Riou (1 949 m) plus à l'Est avec un ravitaillement possible au restaurant Bédéret (1 744 m). De Cauterets, ils font route vers la station de Luz-Ardiden soit en grimpant le col de Riou par son côté ouest si le versant nord n'a pas été monté avant, soit en grimpant le versant ouest du col du Lisey (2 086 m). À partir de Luz-Ardiden (appelée aussi Aulian), ils rejoignent le Pays Toy soit à Esquieze-Sère soit à Luz-Saint-Sauveur. Il s'ensuit, après avoir rejoint le lieu-dit « Tournaboup » (1 457 m, non loin de Super-Barèges), une longue remontée vers le col de Barèges (2 469 m), au cœur de la Réserve du Néouvielle et depuis 2018 par une difficulté voisine : la Hourquette Nère (2 465 m). Le retour à Vielle-Aure se fait par le col de Portet et le cap de Pède.

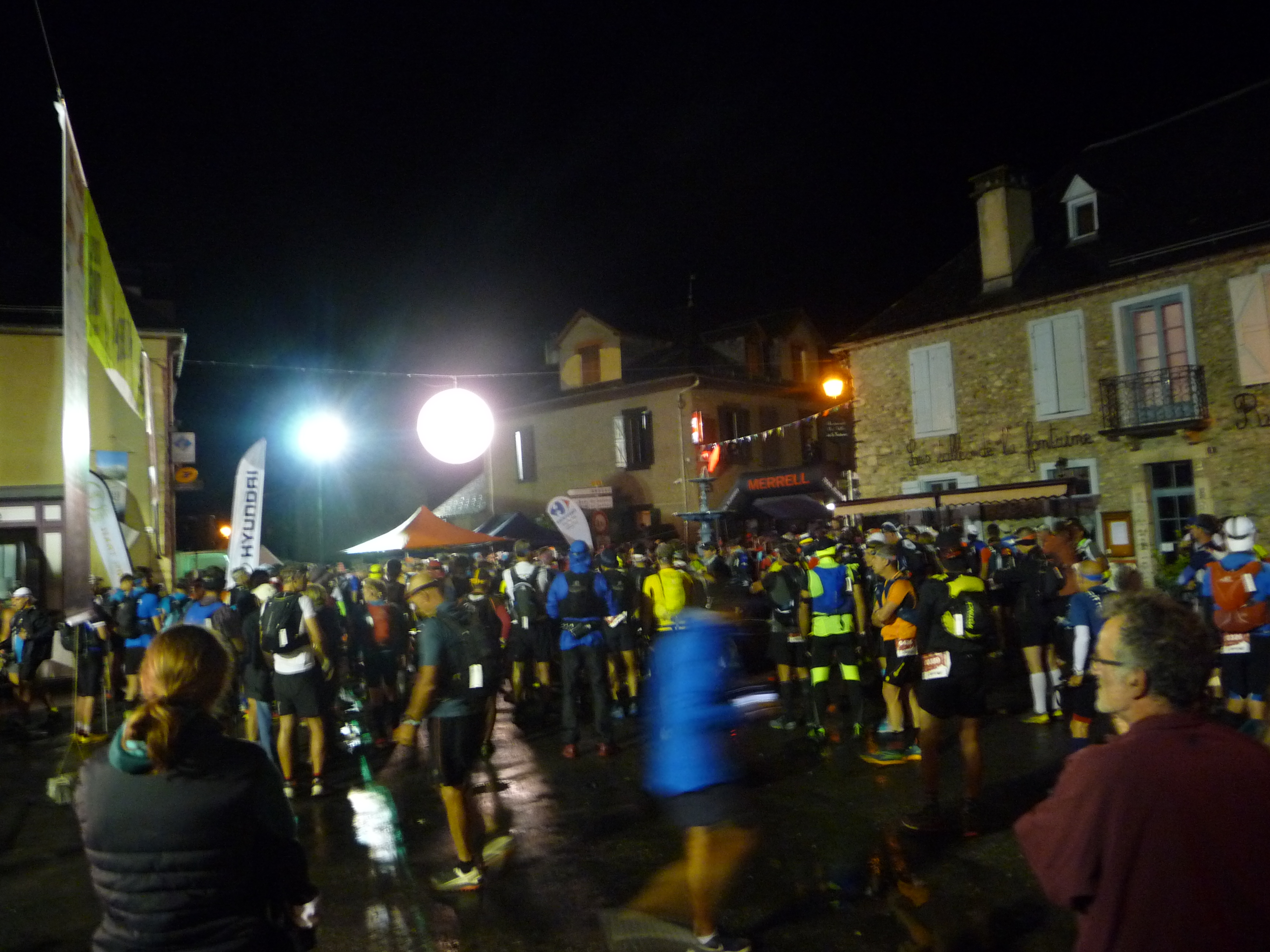
Départ de l’Ultra Tour 160 à Vielle-Aure le vendredi à 5h du matin sur l’édition 2022.
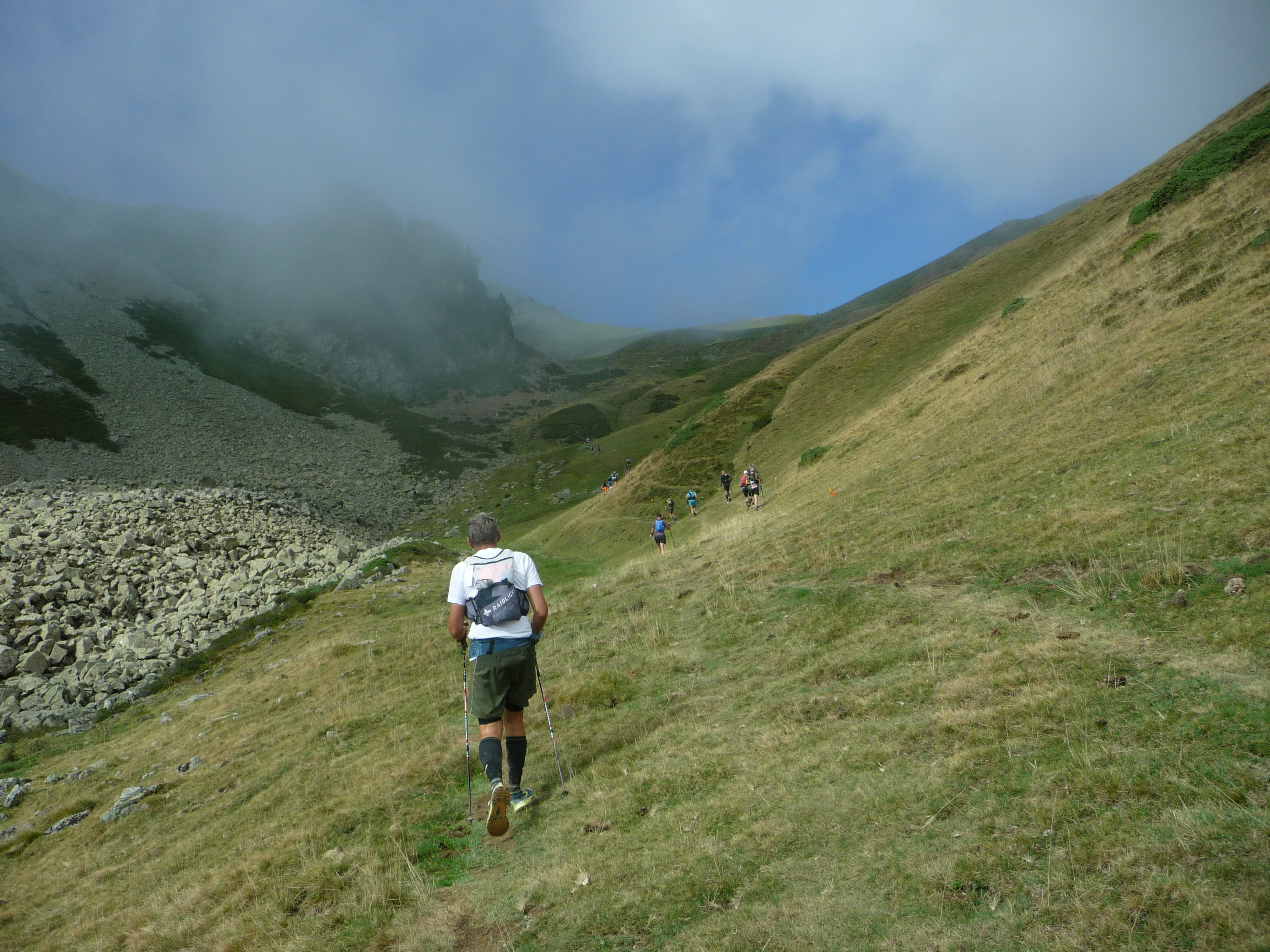
Ascension des alpages de Serpolet sur l’édition 2022.
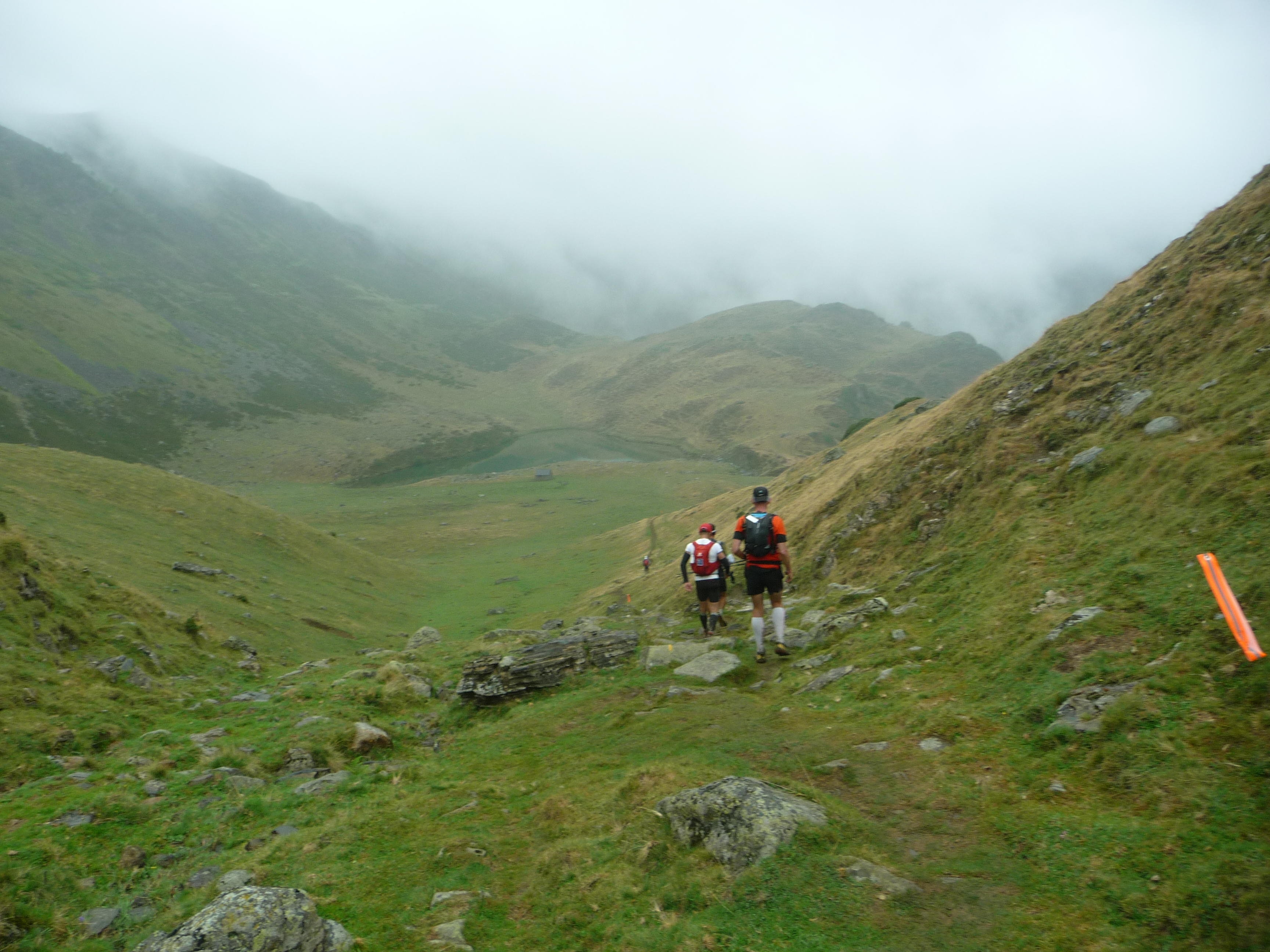
Passage par le lac d'Ourrec (1 664 m) après la descente du col de Bareilles en 2022.
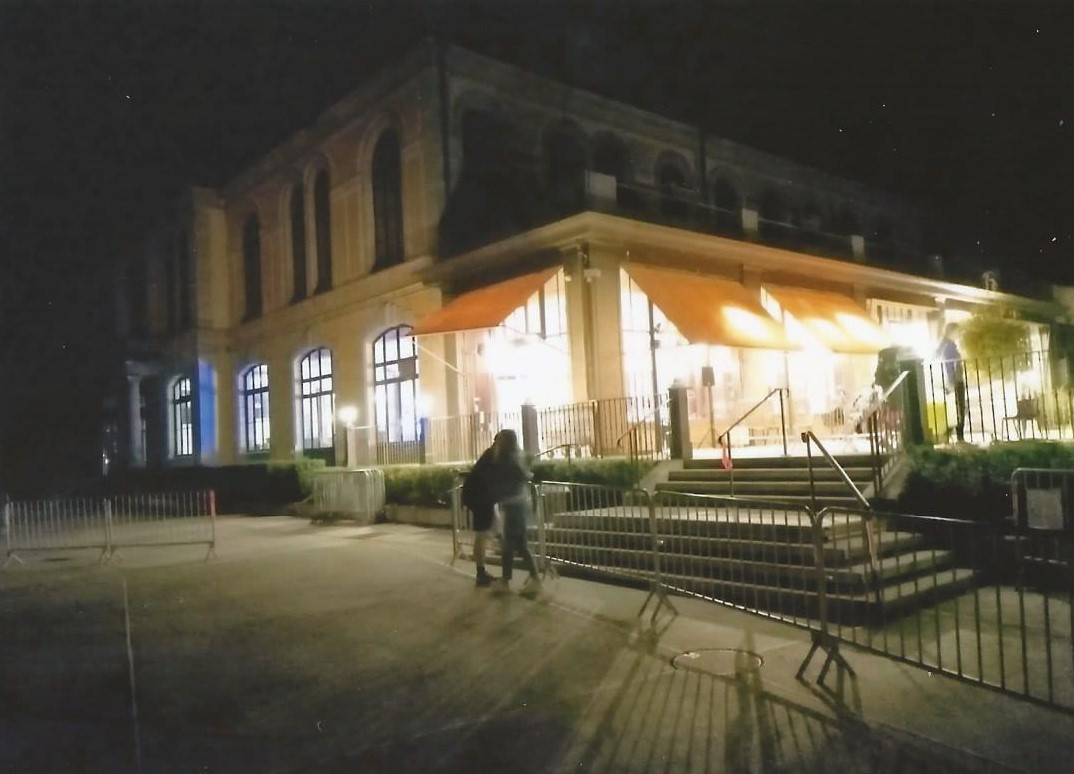
Ravitaillement nocturne au casino de Cauterets en 2022.

### Le Tour des Cirques

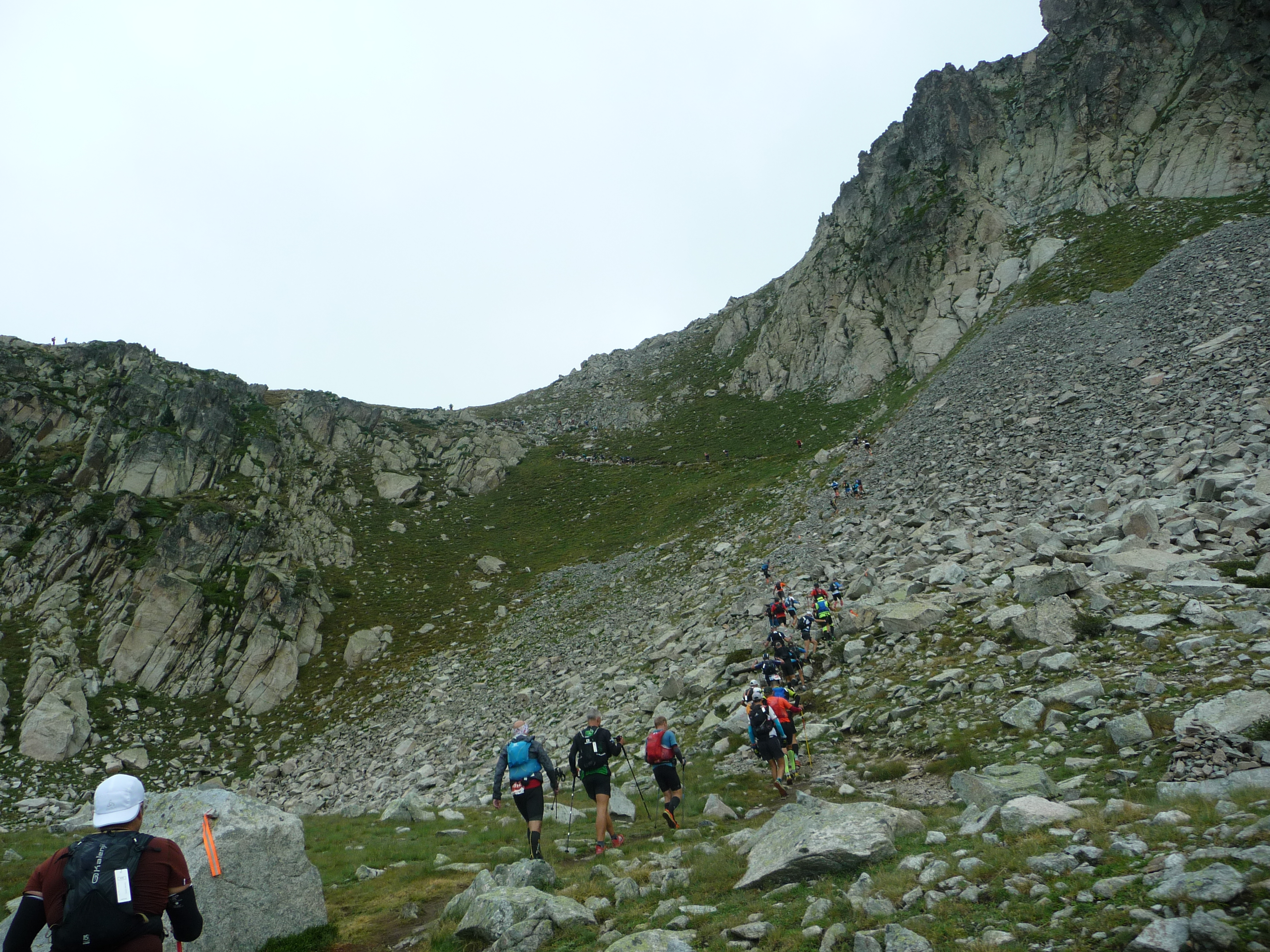
Ascension du col de Bastanet (2509 m), une difficulté commune à l'Ultra Tour, au Tour des Lacs et au Tour du Néouvielle. Comme ici en 2022 sur l'Ultra Tour 160.

Le Tour des Cirques est un parcours d'un peu plus de 120 km et 7500 D+, créé en 2014. Comme son nom l'indique, il passe à proximité de plusieurs cirques : de Barroude, de Troumouse, d'Estaubé et de Gavarnie. 
La course part de la station de Piau-Engaly, à près de 1 870 m d'altitude, le vendredi à 7h du matin. Elle monte sur les hauteurs de la station, à environ 2 500 m d'altitude, avant de revenir vers celle-ci et de prendre la direction du village de Gèdre en passant par le port de Campbiell(2 596 m). Cette première partie est une constante depuis la création de l'épreuve. De Gèdre les coureurs rejoignent Gavarnie par le barrage des Gloriettes, l'ascension de la hourquette d'Alans(2430m) depuis le cirque d'Estaubé, le refuge des Espuguettes (2 027 m) dans la descente. Parfois, l'itinéraire passait par l'Hôtellerie du Cirque au cœur du cirque de Gavarnie. Cette section de l'aller à Gèdre jusqu'à Gavarnie fut empruntée lors des éditions 2014 à 2016. Cependant depuis 2017, les coureurs font leur retour à Gèdre après la Hourquette d'Alans et le refuge des Espuguettes.
De Gavarnie les coureurs cheminent vers Esquièze-Sère ou Luz-Saint-Sauveur en grimpant progressivement la crête de Pouey Boucou vers 1 870 m d'altitude et redescendre vers le pont de Burret (1 004 m) et le lieu-dit « Trimbareilles »; soit en grimpant dans la direction du lieu-dit « Arrode » à près de 1 400 m d'altitude en repartant de Gèdre. D'Esquièze-Sère ou Luz-Saint-Sauveur, le Tour des Cirques prend la direction de Barèges pour grimper le refuge de la Glère (2 153 m) avant de descendre vers Tournaboup puis suivre le même final que l'Ultra Tour avec les ascensions de la hourquette Nère et le col de Portet.
Le parcours 2017 fut inédit, passant au cœur de la réserve naturelle du Néouvielle : une fois le refuge de la Glère franchi, les coureurs bifurquèrent vers la hourquette d'Aubert (2 498 m) et passait à côté des lacs de la réserve (Aubert, Aumar, Orédon) avant de grimper le col d'Estoudou (2 260 m), descendre vers le lac de l'Oule pour finir par la fin de l'itinéraire classique.

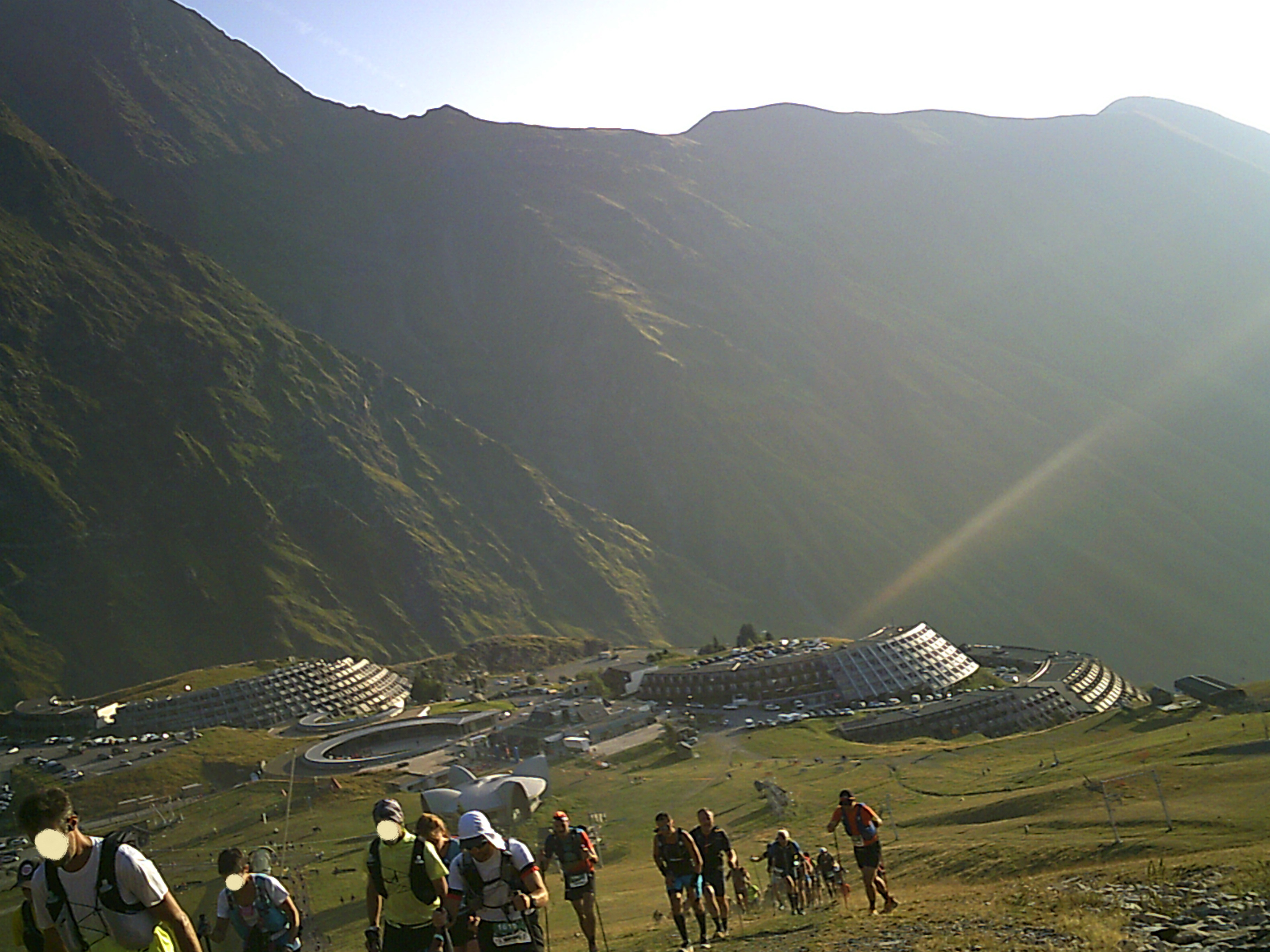
Plus bas la station de Piau-Engaly au début du parcours.
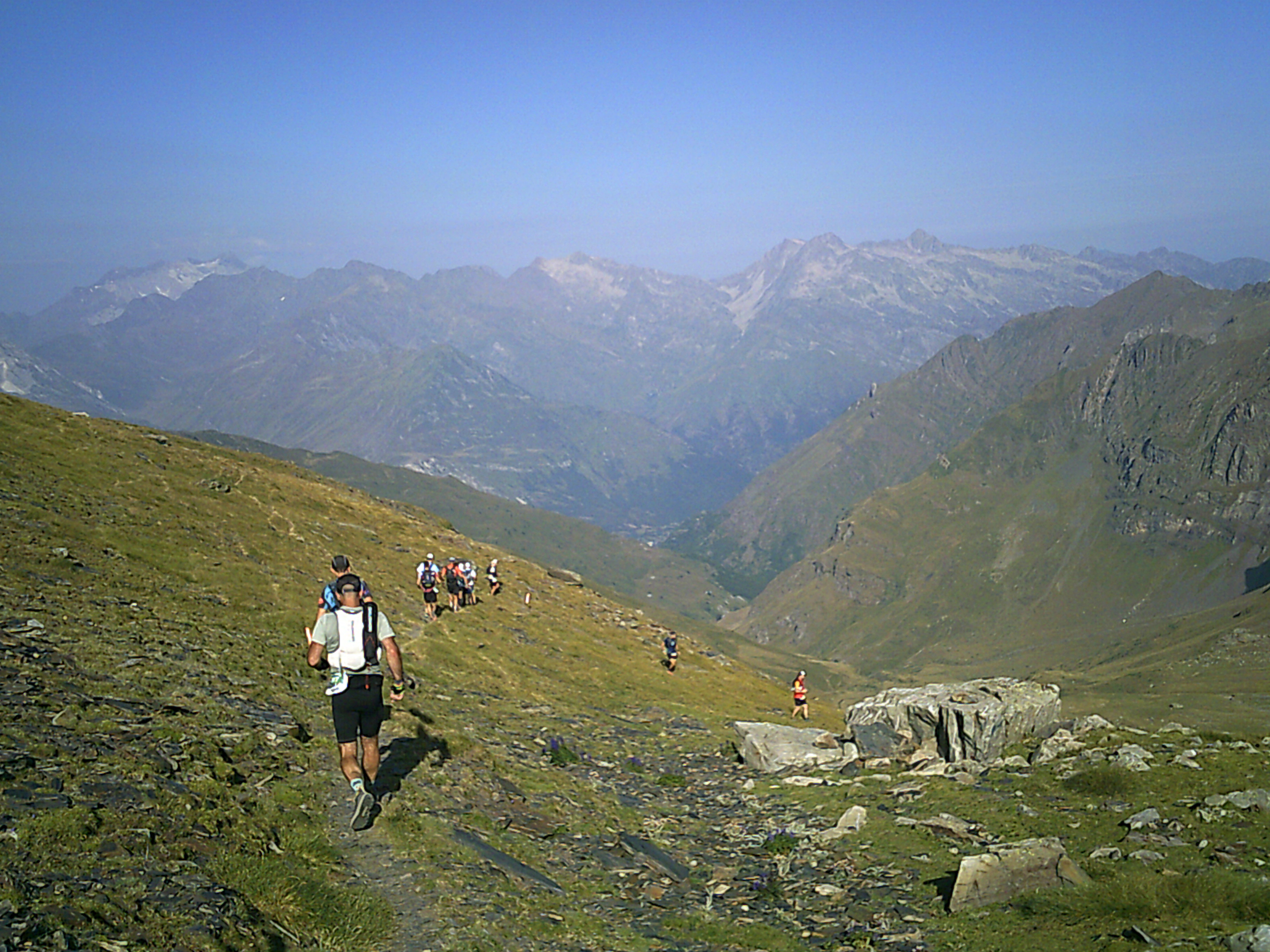
Début de la grande descente du port de Campbieil  en direction de Gèdre.
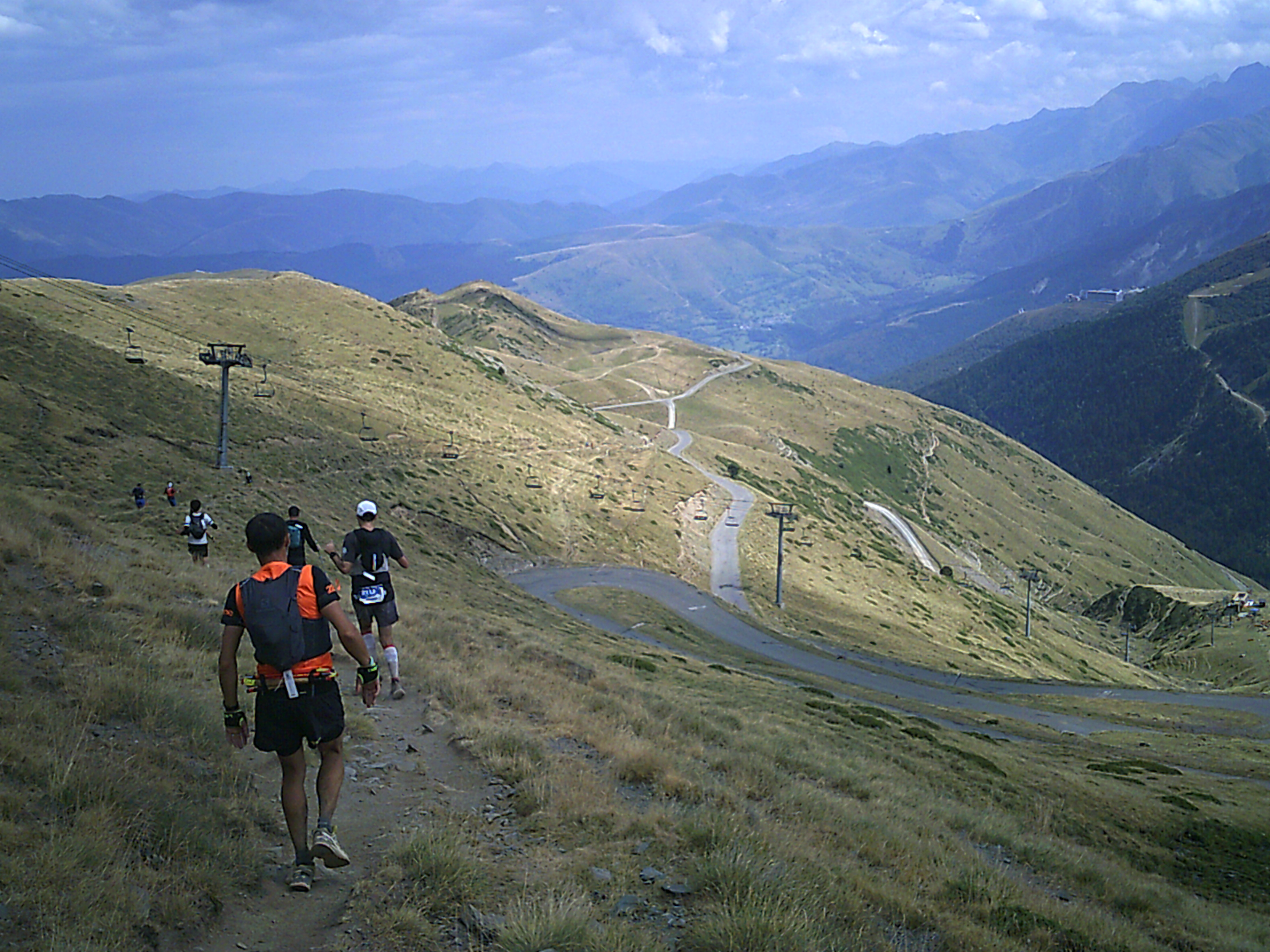
Dans la descente finale du col de Portet.

### Le Tour des Lacs
Le Tour des Lacs est une course de pleine nature, qui forme également une boucle au départ de Vielle-Aure avec une distance d’environ 80 km pour 5 000 mètres de dénivelé positif ; le départ est fixé le samedi à 5 h. Les coureurs suivent le même chemin que suivaient la veille les coureurs de l'Ultra Tour 160 jusqu'au pic du Midi de Bigorre. De là, ils descendent vers Tournaboup en suivant le sentier GR 10C pour retrouver les coureurs de l'Ultra Tour 160 et du Tour des Cirques, avec un final commun entre les coureurs de ces trois parcours (refuge d'Aygues-Cluses, second passage au restaurant Merlans puis au col de Portet).

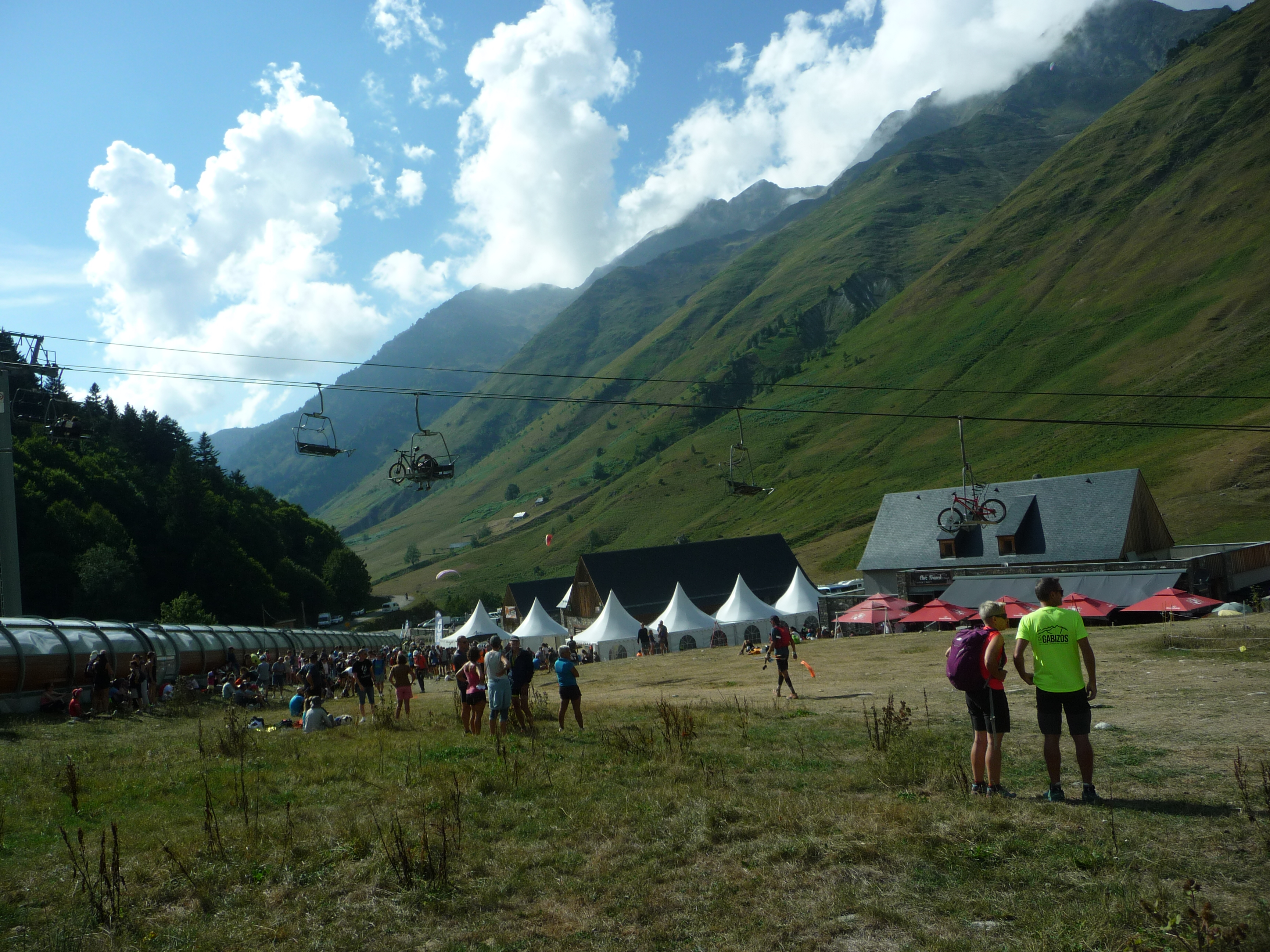
Le ravitaillement de Tournaboup, partagé entre les coureurs de l’Ultra Tour 160, du Tour des Cirques et du Tour des Lacs.
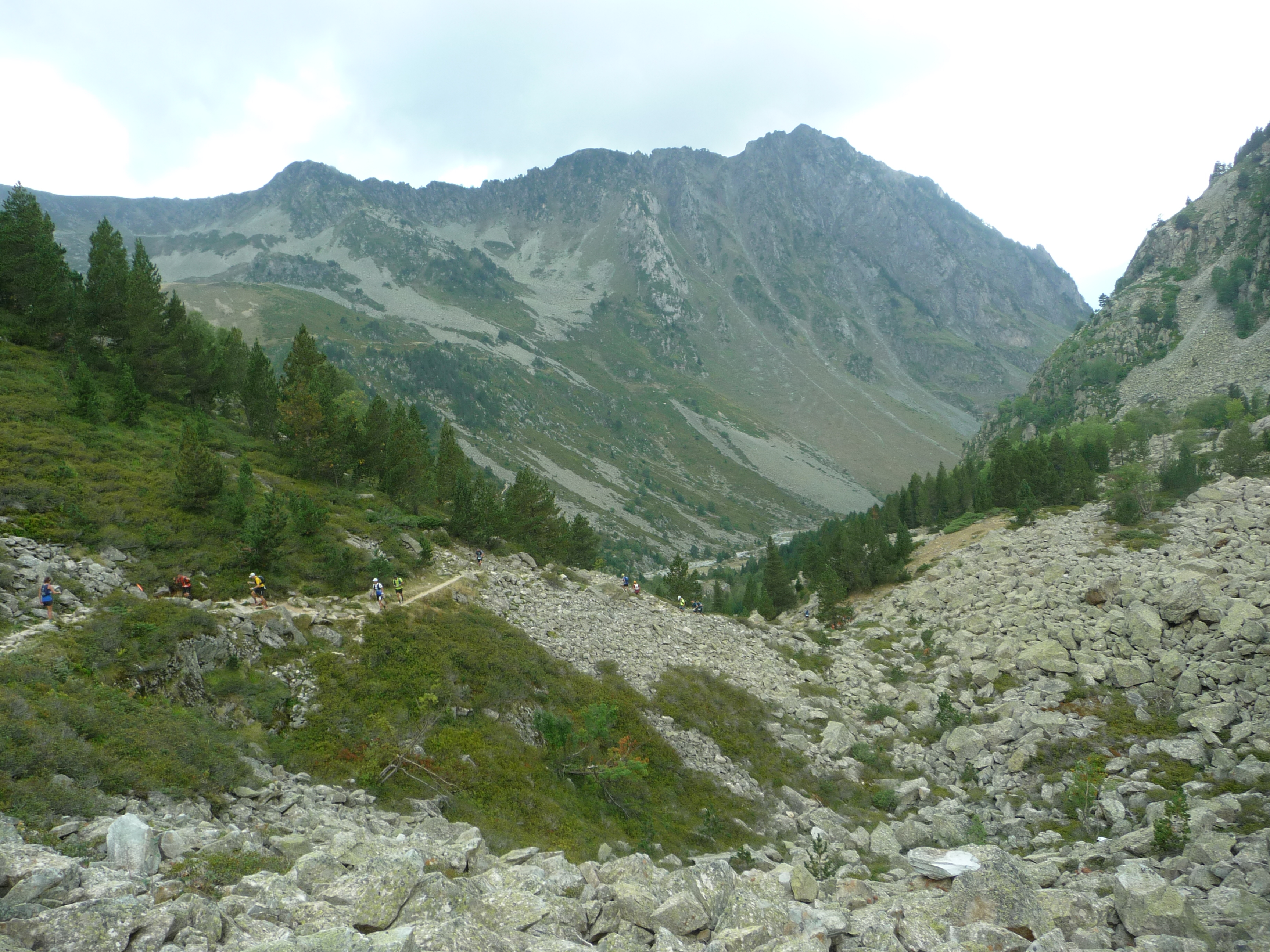
En arrière un pierrier dans l’ascension vers la cabane d’Aygues Cluses sur l’édition 2022.
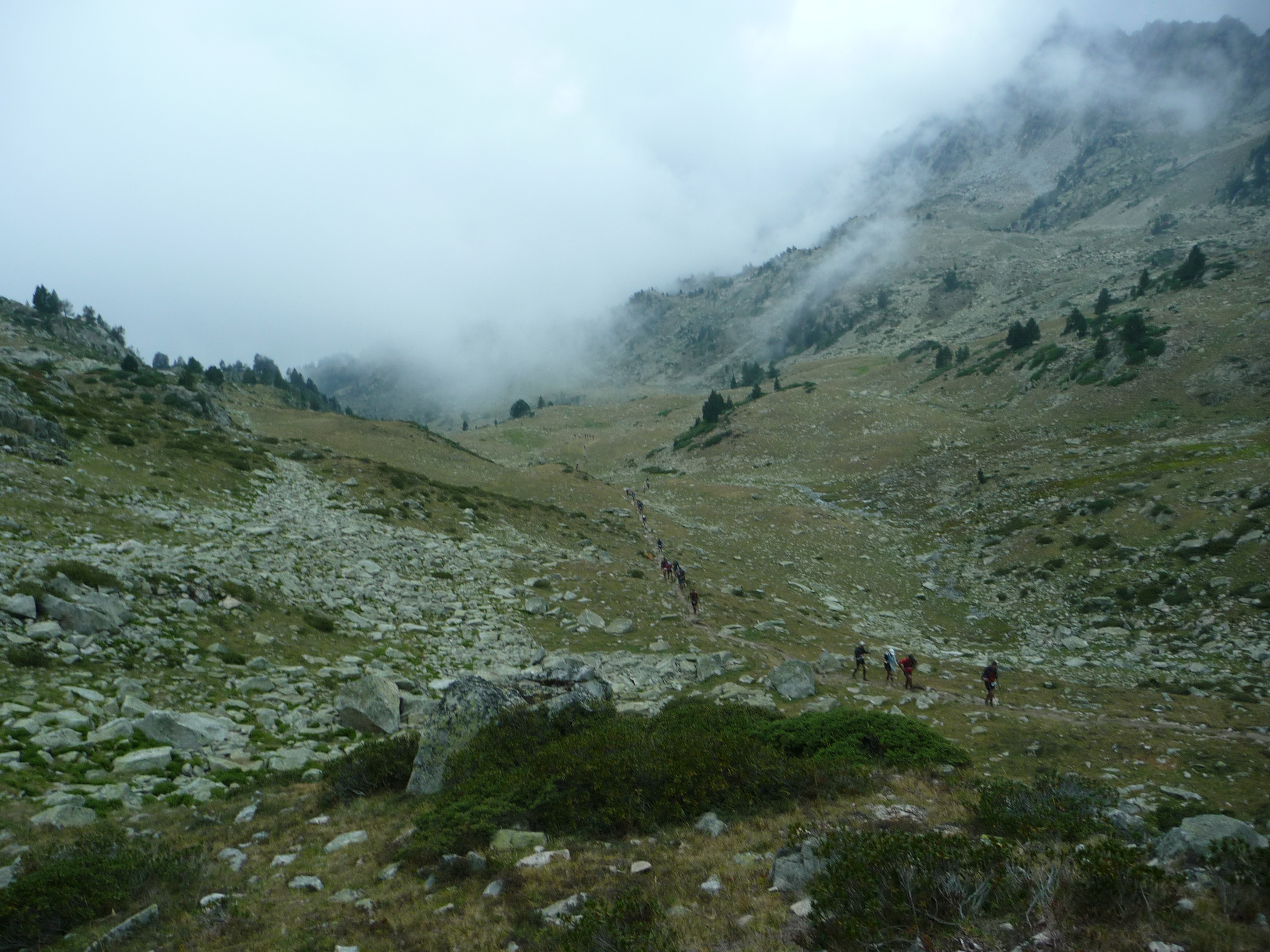
En arrière des coureurs dans l’avant-dernière montée de la hourquette Nère.
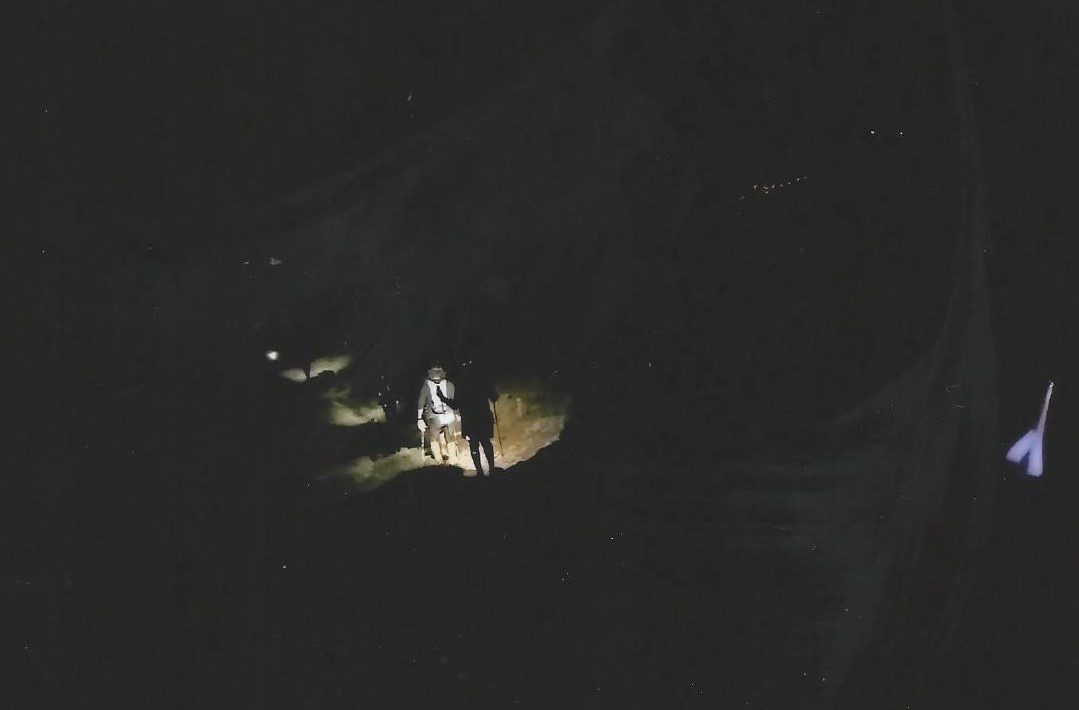
Descente finale vers Vignec à la lumière des lampes frontales pour une partie des coureurs des parcours de 80 km et 160 km.

### Le Tour du Moudang
Cette course, créée en 2021, inaugure le GRP en s'élançant le jeudi à 6h du matin pour 63 km et 3 500 m de dénivelé. Les coureurs grimpent d'abord le col de Portet (2 214 m) avant de descendre vers Fabian en passant par le restaurant Merlans et le lac de l'Oule. Après avoir continué en direction du Plan (1 339 m), ils suivent la Neste de la Géla avant de bifurquer vers l'ascension de la hourquette des Aiguillettes (2 237 m) puis la descente vers le tunnel de Bielsa (1 821 m). D'ici, ils rentament leur troisième grande ascension vers le port de Bataillence (2 465 m), col proche de la frontière franco-espagnole, au km 41, et descendent vers Eget Cité (1 020 m) en passant par la vallée du Moudang, d'où le nom de la course. Ils suivent ensuite le sentier GR 105 entre la montagne d'Auria et Tramezaïgues pour arriver à Vielle-Aure.

### Le Tour de La Géla

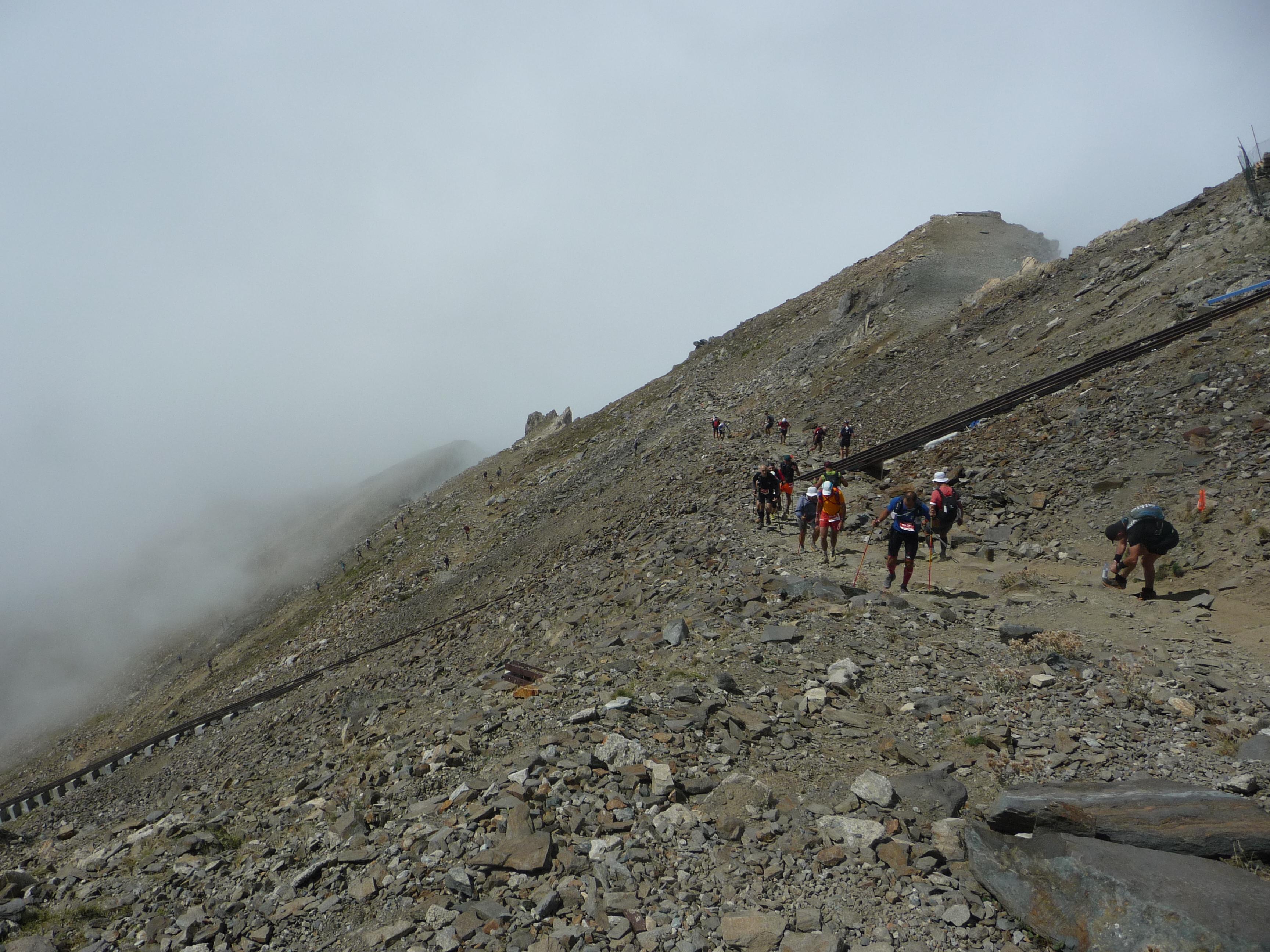
Les derniers hectomètres de la montée du pic du Midi de Bigorre (2876 m) uniquement grimpé par les coureurs de l'Ultra Tour et du Tour des Lacs, tel qu'ici en 2022 sur l'Ultra Tour 160.

Cette course de 43 km et 3 390 m de dénivelé part de Piau-Engaly le lendemain du Tour des Cirques, soit le samedi, et effectue un parcours en boucle autour de la station. Cette course a été inaugurée en 2019. Comme pour le Tour des Cirques, elle effectue une première boucle en passant sur les plus hautes pistes de la station à plus de 2 500 m d'altitude avant de revenir vers celle-ci. Le chemin redescend alors vers le lieu-dit « Le Plan » avant de grimper une seconde ascension, celle de la hourquette des Aiguillettes (2 237 m) et de descendre vers le tunnel de Bielsa (1 821 m). Les coureurs entament alors une troisième ascension, celle de la porte de Bielsa (2 429 m) qui délimite la frontière. De là, ils effectuent une petite incursion en Espagne par le cirque de la Pinarra et retournent à la frontière au port Vieux (2 384 m). D'ici ils redescendent vers la passerelle (1 698 m) déjà empruntée à l'aller pour monter à la hourquette des Aiguillettes, pour monter la dernière grande ascension du parcours, celle de la hourquette de Chermentas (2 439 m). D'ici, il ne reste plus qu'à dévaler jusqu'à Piau-Engaly en passant par le lac de Badet (2 084 m).

### Le Tour du Néouvielle
Cette course de 43 km et 2 400 m de dénivelé s'élance de Vielle-Aure le vendredi à 8h du matin. Elle a vu le jour en 2017. Elle consiste à parcourir l'aller (col de Portet, restaurant de Merlans, lacs de Bastan, col de Bastanet...) et le retour (lac de Port Bielh, lac de l'Oule, col de Portet...) communs à l'Ultra Tour 160 et au Tour des Lacs. Seul le passage par la hourquette de Caderolles (2 495 m) qui assure la liaison entre le col de Bastanet et le lac de Port Bielh est inédit par rapport aux autres parcours.

### Raid par équipes

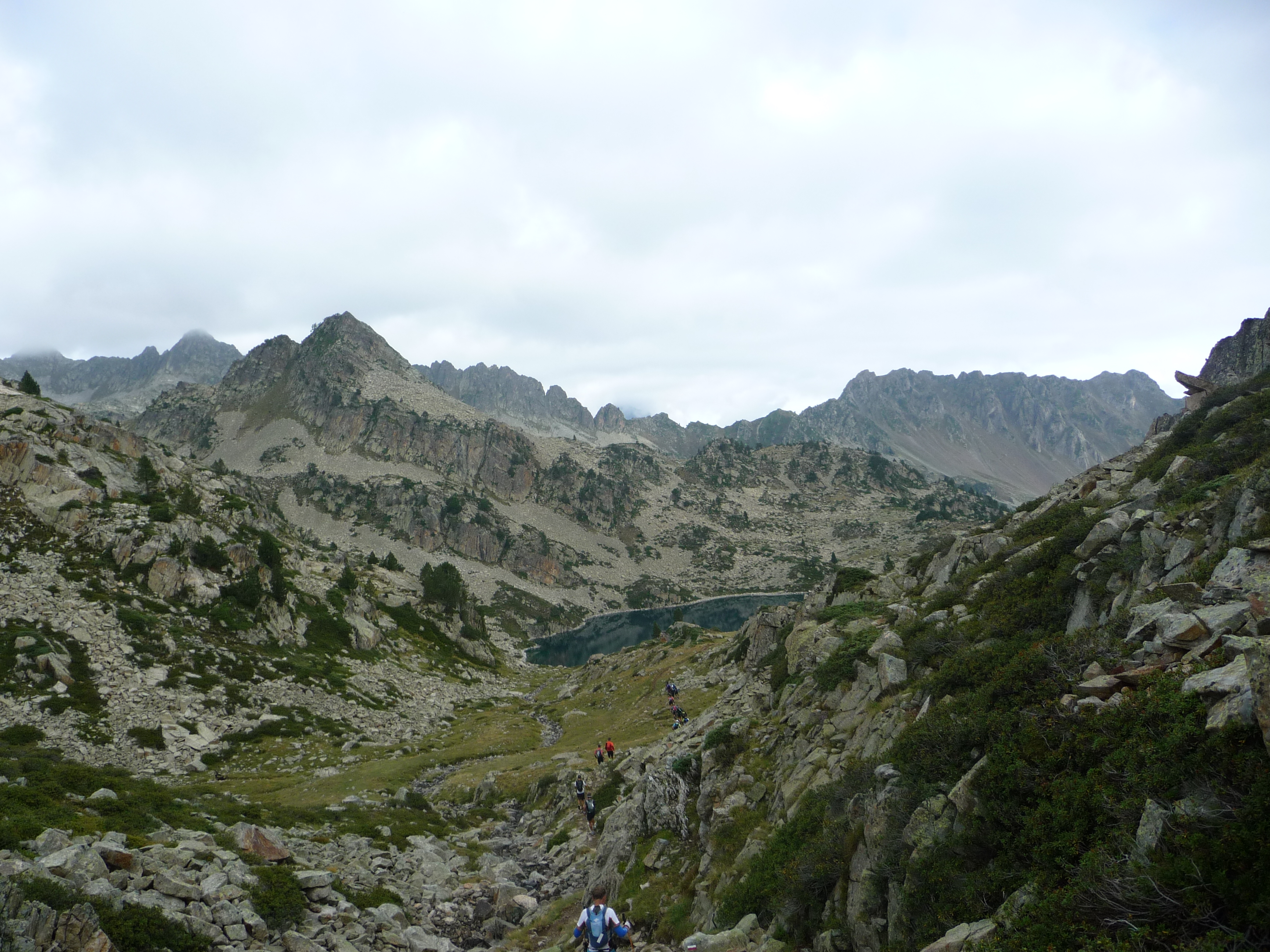
Le décor est minéral dans le massif du Néouvielle, avec des sentiers rocailleux. Ici entre le lac Arrédoun et le lac du Campana sur l'Ultra Tour 160 en 2022.

Sur le Grand Raid des Pyrénées, le premier raid par équipes, le Raid 220 a été initié en 2011 avec un parcours de 220 km et 15 400 m de dénivelé, couru par équipes de deux à quatre coureurs. En 2012, le format s'est agrandi avec 240 km et 18 000 m de dénivelé, devenant ainsi le Raid 240. Le parcours n'était pas balisé mais chaque équipe disposait de deux GPS et d'un road book. Le sens de course suivait les grands points de ravitaillement de l'Ultra Tour 160 (Artigues, Villellongue, Cauterets, Esquièze-Sère, Tournaboup...) mais rallongeait le parcours par des lieux-dits ou cols plus méconnus ou pas empruntés sur les autres parcours. Ainsi en 2011, ces petits groupes franchissaient le col de Bastan (2 481 m), descendaient au Prats de Bataille (870 m) dans la vallée de Lesponne, montaient le col de Tos (1 807 m), le pic du Montaigu (2 339 m) et même le mythique col du Tourmalet (2 115 m),. 
Puis en 2012, on pouvait découvrir le pas Dès Car (2 530 m) à proximité des lacs de Bastan, le col de Madaméte (2 508 m) à l’entrée de la réserve naturelle du Néouvielle, le pas de la Crabe (2 477 m), le col d’Aouet (2 184 m) au nord du pic du Midi de Bigorre, Le pic de Nerbiou (1 747 m) entre Hautacam et Villelongue, le col du Lisey (2 086 m) au-dessus de la station de Luz-Ardiden, le col de Culaus (2 565 m), le refuge Russell (1 980 m) au-dessus de la vallée de Lutour,...
Ensuite, en 2013, en plus de certains cols précédemment cités, de nouveaux lieux inédits sur le parcours furent arpentés : le lac du Pourtet (2 420 m), le refuge Wallon-Marcadau (1 865 m) et le refuge Packe (2 509 m). Néanmoins, les raids par équipes ont été abandonnés après cette édition 2013.

### Le challenge Pyrénées Tour Trail
Ce format a été inauguré en 2017 en cinq étapes: 13 km et 850 m de dénivelé le mercredi soir, 20 km et 1 500 m de dénivelé pour la seconde étape au départ de Piau-Engaly le jeudi matin, ensuite un kilomètre vertical avec 4,2 km et 1 000 m de dénivelé à partir de 15h le jeudi entre Vignec et le Pla d'Adet, un parcours de 34 km et 2 876 m de dénivelé pour la 4e étape le vendredi entre le Pla d'Adet et le pic du Midi de Bigorre puis 43 km et 2 423 m de dénivelé le samedi en partant de Saint-Lary Soulan pour arriver à Vielle-Aure en suivant le même parcours que le Tour du Néouvielle. 
Il a été renouvelé en 2018 mais en quatre étapes: 22 km et 1 500 m de dénivelé le matin du premier jour au départ de Piau-Engaly, un kilomètre vertical le soir du premier jour au départ de Vignec en direction du Pla d'Adet, le deuxième jour un parcours de 33 km et 2 800 m en partant d'Espiaube et en arrivant au pic du Midi de Bigorre en passant par le col de Portet, le col de Bastanet, la hourquette Nère et La Mongie; puis enfin le troisième jour une boucle de 43 km similaire au Tour de Néouvielle. Le format fut similaire en 2019 avant que l'épreuve ne prenne fin.

## Animations

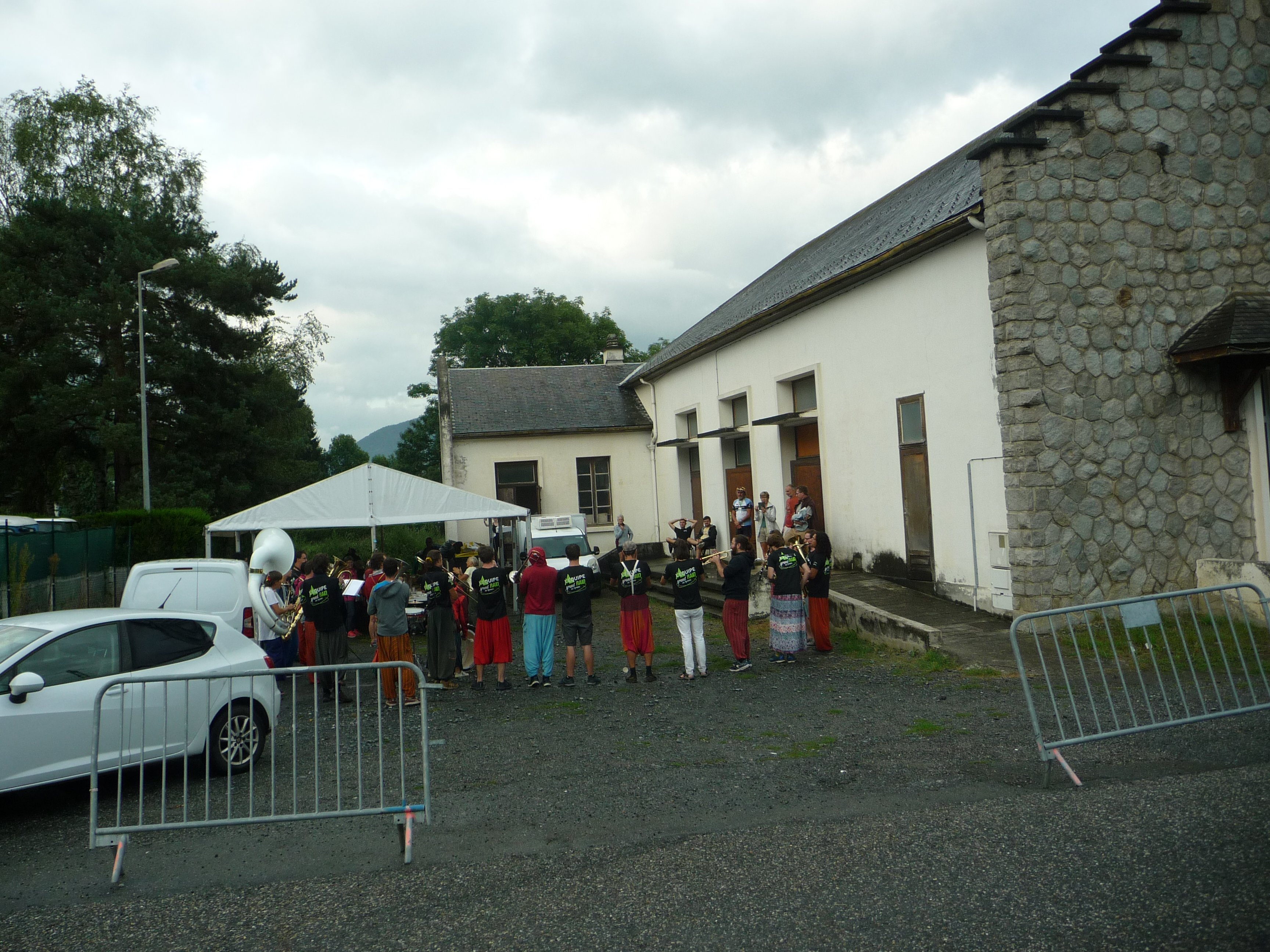
Orchestre du Grand Raid des Pyrénées en 2022

Le Grand raid des Pyrénées est parfois animé par un orchestre de trompettes. A l'image du Lavaredo Ultra Trail, l'UTMB et le festival des Templiers, le GRP dispose aussi de son propre hymne:  le départ s'effectue en écoutant Viva La Vida du groupe Coldplay. Robin Thomas est l'un des speakers de l'évènement.

## Palmarès

### Ultra Tour 220
| Édition | Date         | Hommes | Hommes          | Hommes           | Femmes | Femmes                  | Femmes           |
| ------- | ------------ | ------ | --------------- | ---------------- | ------ | ----------------------- | ---------------- |
|         |              | Rang   | Athlète         | Temps            | Rang   | Athlète                 | Temps            |
| 1re     | 24 août 2017 | 1re    | Romain Olivier  | 26 h 26 min 43 s | 10e    | Jocelyne Pauly          | 35 h 22 min 11 s |
| 2e      | 22 août 2019 | 1re    | Renaud Doby     | 38 h 33 min 02 s | 40e    | Séverine Duhalde        | 52 h 50 min 05 s |
| 3e      | 19 août 2021 | 1re    | Ramon Casanovas | 38 h 27 min 21 s | 36e    | Consuelo Velasco-Barros | 60 h 56 min 54 s |

En 2017, la distance fut réduite à 186 km à la suite de conditions météorologiques défavorables.

### Ultra Tour 160
| Édition | Date         | Hommes | Hommes                                     | Hommes           | Femmes | Femmes                                    | Femmes           |
| ------- | ------------ | ------ | ------------------------------------------ | ---------------- | ------ | ----------------------------------------- | ---------------- |
|         |              | Rang   | Athlète                                    | Temps            | Rang   | Athlète                                   | Temps            |
| 1re     | 29 août 2008 | 1er    | Arnaud Gueguen                             | 28 h 56 min 00 s | 9e     | Géraldine Leroy                           | 37 h 51 min 00 s |
| 2e      | 28 août 2009 | 1re    | Régis Coumenges                            | 22 h 30 min 55 s | 18e    | Cécile Nissen                             | 28 h 25 min 20 s |
| 3e      | 27 août 2010 | 1re    | Carlos Sá                                  | 26 h 40 min 45 s | 19e    | Nicky Spinks                              | 30 h 14 min 30 s |
| 4e      | 26 août 2011 | 1re    | Oscar Pérez López                          | 21 h 36 min 50 s | 34e    | Nicky Spinks — 2e victoire                | 29 h 45 min 59 s |
| 5e      | 24 août 2012 | 1re    | Kenichi Yamamoto                           | 24 h 37 min 44 s | 24e    | Maria Semerjian                           | 32 h 58 min 23 s |
| 6e      | 23 août 2013 | 1re    | Iker Karrera                               | 24 h 54 min 56 s | 16e    | Karine Herry                              | 29 h 52 min 18 s |
| 7e      | 22 août 2014 | 1re    | Patrick Bohard                             | 25 h 03 min 25 s | 26e    | Véronique Chastel                         | 30 h 40 min 03 s |
| 8e      | 21 août 2015 | 1re    | Julien Courbet                             | 26 h 00 min 48 s | 13e    | Jocelyne Pauly                            | 30 h 12 min 47 s |
| 9e      | 26 août 2016 | 1re    | Guillaume Beauxis                          | 24 h 42 min 56 s | 22e    | Hélène Haegel-Arpin                       | 33 h 27 min 04 s |
| 10e     | 23 août 2018 | 1re    | Rémi Badoc                                 | 26 h 48 min 38 s | 23e    | Véronique Douat                           | 35 h 15 min 57 s |
|         | août 2020    |        | Annulé pour cause de pandémie de Covid-19, |                  |        | Annulé pour cause de pandémie de Covid-19 |                  |
| 11e     | 20 août 2021 | 1re    | Anthony Pipitone                           | 24 h 46 min 23 s | 46e    | Marie-Cécile Cavell                       | 36 h 17 min 14 s |
| 12e     | 26 août 2022 | 1re    | Robin Coinus                               | 26 h 30 min 20 s | 35e    | Carole Duhart                             | 32 h 15 min 51 s |
| 13e     | 25 août 2023 | 1re    | Guilherme Lourenco                         | 23 h 54 min 16 s | 19e    | Céline Finas                              | 31 h 33 min 25 s |
| 14e     | 23 août 2024 | 1re    | Rémi Gillie                                | 24 h 39 min 12 s | 14e    | Anne Champagne                            | 31 h 23 min 35 s |

### Tour des Cirques
| Édition | Date         | Hommes | Hommes                                    | Hommes           | Femmes | Femmes                                    | Femmes           |
| ------- | ------------ | ------ | ----------------------------------------- | ---------------- | ------ | ----------------------------------------- | ---------------- |
|         |              | Rang   | Athlète                                   | Temps            | Rang   | Athlète                                   | Temps            |
| 1re     | 22 août 2014 | 1re    | Sébastien Buffard                         | 17 h 22 min 55 s | 13e    | Véronique Douat                           | 22 h 42 min 44 s |
| 2e      | 21 août 2015 | 1re    | Pierre Saucy                              | 21 h 15 min 46 s | 33e    | Hillary Gerardi                           | 26 h 14 min 31 s |
| 3e      | 25 août 2016 | 1re    | Nicolas Duhail                            | 17 h 32 min 00 s | 16e    | Sandrine Prisse                           | 23 h 13 min 27 s |
| 4e      | 25 août 2017 | 1re    | Rudy Bonnet                               | 18 h 12 min 43 s | 29e    | Aurélie Darmaillacq                       | 25 h 04 min 50 s |
| 5e      | 24 août 2018 | 1re    | Pascal Cather                             | 18 h 58 min 15 s | 14e    | Marie-Noëlle Bourgeois                    | 23 h 41 min 38 s |
| 6e      | 23 août 2019 | 1re    | Maxime Cazajous                           | 18 h 09 min 32 s | 17e    | Caroline Côté                             | 24 h 54 min 16 s |
|         | août 2020    |        | Annulé pour cause de pandémie de Covid-19 |                  |        | Annulé pour cause de pandémie de Covid-19 |                  |
| 7e      | 20 août 2021 | 1re    | Guillaume Aio                             | 21 h 10 min 40 s | 28e    | Linda Schiaratura                         | 27 h 07 min 45 s |
| 8e      | 26 août 2022 | 1re    | Anthony Pipitone                          | 17 h 18 min 10 s | 35e    | Laura Mayniel                             | 24 h 15 min 19 s |
| 9e      | 25 août 2023 | 1re    | Baptiste Hagnère                          | 16 h 59 min 04 s | 34e    | Aurélie Morisaux                          | 24 h 36 min 31 s |
| 10e     | 23 août 2024 | 1re    | Quentin Camou-Juncas et Thomas Duvivier   | 18 h 23 min 01 s | 26e    | Angélique Plaire                          | 23 h 35 min 10 s |

En 2021, le parcours faisait 135 km.

### Tour des Lacs
| Édition | Date         | Hommes | Hommes                                    | Hommes           | Femmes | Femmes                                    | Femmes           |
| ------- | ------------ | ------ | ----------------------------------------- | ---------------- | ------ | ----------------------------------------- | ---------------- |
|         |              | Rang   | Athlète                                   | Temps            | Rang   | Athlète                                   | Temps            |
| 1re     | 29 août 2008 | 1re    | Lionel Bonnefous                          | 11 h 33 min 00 s | 8e     | Sylvie Bernard Villain                    | 13 h 31 min 00 s |
| 2e      | 28 août 2009 | 1re    | Franck Gilleron                           | 09 h 40 min 28 s | 14e    | Géraldine Aubrion                         | 11 h 38 min 41 s |
| 3e      | 28 août 2010 | 1re    | Raphaël Grisel                            | 10 h 47 min 38 s | 75e    | Carine Eyraud                             | 14 h 08 min 17 s |
| 4e      | 28 août 2011 | 1re    | Dawa Dachhiri Sherpa                      | 09 h 41 min 22 s | 23e    | Agnès Francastel                          | 12 h 22 min 37 s |
| 5e      | 25 août 2012 | 1re    | Dawa Dachhiri Sherpa — 2e victoire        | 09 h 48 min 20 s | 24e    | Karine Sanson                             | 12 h 04 min 05 s |
| 6e      | 24 août 2013 | 1re    | Jérôme Fournier                           | 09 h 40 min 18 s | 25e    | Maud Combarieu                            | 12 h 13 min 35 s |
| 7e      | 23 août 2014 | 1re    | Julien Navarro                            | 09 h 24 min 08 s | 19e    | Juliette Blanchet                         | 11 h 59 min 40 s |
| 8e      | 21 août 2015 | 1re    | Maxime Cazajous                           | 10 h 11 min 28 s | 34e    | Claire Dubes                              | 12 h 50 min 18 s |
| 9e      | 27 août 2016 | 1re    | Mikael Pasero                             | 10 h 43 min 40 s | 23e    | Marie Ostrowiecki                         | 13 h 56 min 42 s |
| 10e     | 26 août 2017 | 1re    | Maxime Cazajous — 2e victoire             | 09 h 33 min 52 s | 25e    | Alexandra Clain                           | 13 h 25 min 40 s |
| 11e     | 23 août 2018 | 1re    | Clément Christen                          | 10 h 54 min 59 s | 31e    | Camille Defer                             | 13 h 22 min 06 s |
| 12e     | 23 août 2019 | 1re    | Régis Durand                              | 09 h 57 min 53 s | 34e    | Maud Combarieu — 2e victoire              | 12 h 52 min 50 s |
|         | août 2020    |        | Annulé pour cause de pandémie de Covid-19 |                  |        | Annulé pour cause de pandémie de Covid-19 |                  |
| 13e     | 21 août 2021 | 1re    | Rémi Badoc                                | 10 h 07 min 25 s | 24e    | Mélanie Lousplaas                         | 13 h 10 min 30 s |
| 14e     | 27 août 2022 | 1re    | Gautier Bonnecarrere                      | 10 h 15 min 44 s | 8e     | Emeline Oudet                             | 11 h 42 min 10 s |
| 15e     | 26 août 2023 | 1re    | Maxime Cazajous — 3e victoire             | 09 h 14 min 45 s | 42e    | Virginie Alleaud                          | 12 h 07 min 23 s |
| 16e     | 24 août 2024 | 1re    | Mathieu Colzato                           | 07 h 37 min 22 s | 32e    | Marion Boudé                              | 09 h 46 min 06 s |

À partir de 2010, avec l'ascension du pic du Midi de Bigorre, le parcours a été rallongé de 74 km à 80 km.

### Pyrénées Tour Trail

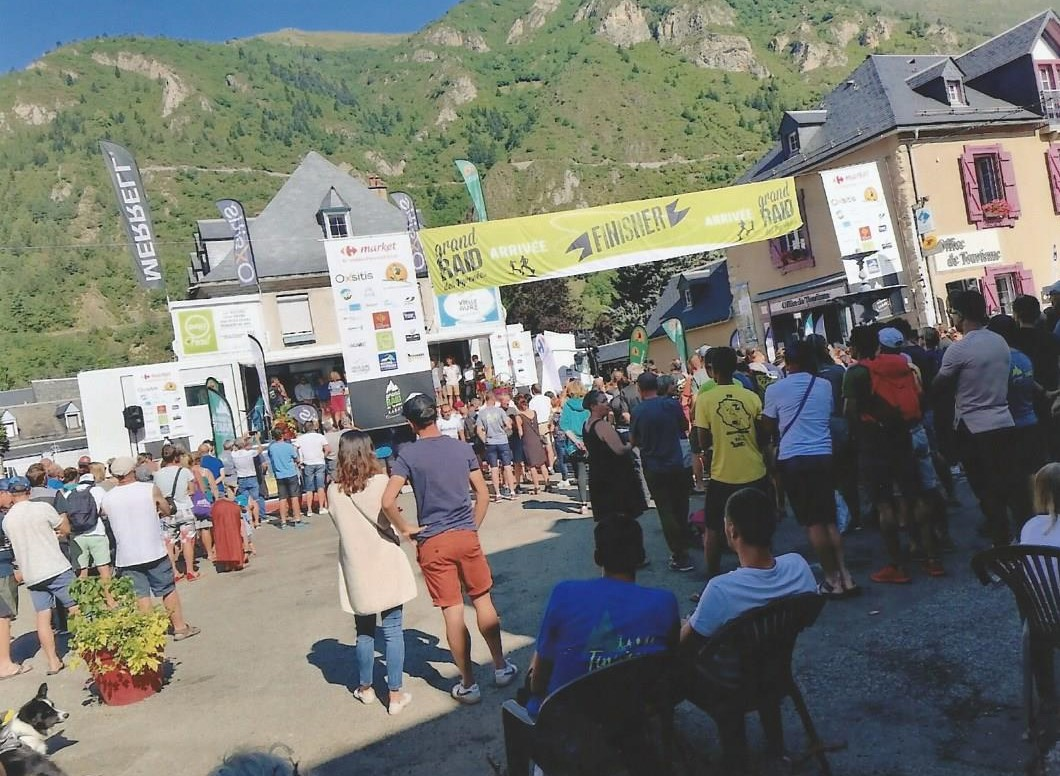
Podiums des courses de l'édition 2022 au centre de Vielle-Aure

| Édition | Date         | Hommes | Hommes        | Hommes           | Femmes | Femmes         | Femmes           |
| ------- | ------------ | ------ | ------------- | ---------------- | ------ | -------------- | ---------------- |
|         |              | Rang   | Athlète       | Temps            | Rang   | Athlète        | Temps            |
| 1re     | 22 août 2017 | 1re    | Julien Hervé  | 14 h 12 min 54 s | 30e    | Sarah Dinclaux | 17 h 40 min 59 s |
| 2e      | 23 août 2018 | 1re    | Benoît Cicero | 12 h 55 min 43 s | 34e    | Claire Dauchez | 16 h 00 min 05 s |
| 3e      | 22 août 2019 | 1re    | Rémi Badoc    | 12 h 10 min 43 s | 17e    | Mélanie Finas  | 14 h 49 min 23 s |